# Dauchingen
Dauchingen es un municipio alemán en el distrito de Selva Negra-Baar, Baden-Wurtemberg. Está ubicado a 730 m s. n. m. en una meseta de la región llamada Baar.